# Arthrotus tarsalis
Arthrotus tarsalis is een keversoort uit de familie van de bladkevers (Chrysomelidae). De wetenschappelijke naam van de soort werd in 1932 gepubliceerd door Victor Laboissière.